# 全国文学館協議会
全国文学館協議会（ぜんこくぶんがくかんきょうぎかい）は、日本全国にある文学館や記念館との相互の交流・協力を目的として、1995年6月に発足した協議会。略称は全文協。事務局は公益財団法人日本近代文学館内にある。

## 沿革
- 1994年6月15日 - 日本近代文学館の呼びかけにより、最初の文学館懇談会が開かれる[1]
- 1994年10月27日 - 全国文学館協議会（仮称）設立準備会が開かれ、会則および役員を決定する[1]。
- 1995年6月17日 - 総会が開かれ、全国文学館協議会が正式に発足。幹事会に加え、展示情報部会、資料情報部会、総務情報部会の3部会制で実質的な活動を行い、また毎年6月に総会を開催するなどの運営方針も決定される[1]。
- 2008年3月 - 紀要を創刊する[2]。
- 2022年6月 - 公式サイトをオープン[3]。

## 活動内容
部会活動。共同展示。「文学館ガイド」の発行。会報および紀要の発行、など。

## 会員館一覧
2025年2月時点で106件の会員館がある。

### 北海道・東北
- 有島記念館　北海道
- 井上靖記念館　北海道
- 市立小樽文学館　北海道
- 函館市文学館　北海道
- 北海道立文学館　北海道
- 三浦綾子記念文学館　北海道
- 青森県近代文学館　青森県
- 弘前市立郷土文学館　青森県
- あきた文学資料館　秋田県
- 日本現代詩歌文学館　岩手県
- 石川啄木記念館　岩手県
- 仙台文学館　宮城県
- 原阿佐緒記念館　宮城県
- 公益財団法人斎藤茂吉記念館　山形県
- 遅筆堂文庫　山形県
- まほろば・童話の里　浜田広介記念館　山形県
- 鶴岡市立藤沢周平記念館　山形県
- いわき市立草野心平記念文学館　福島県
- いわき市勿来関文学歴史館　福島県
- こおりやま文学の森資料館　福島県
- 中山義秀記念文学館　福島県

### 関東
- 古河文学館　茨城県
- 栃木市立文学館　栃木県
- 田山花袋記念文学館　群馬県
- 群馬県立土屋文明記念文学館　群馬県
- 萩原朔太郎記念・水と緑と詩のまち　前橋文学館　群馬県
- 大宮図書館 文学資料コーナー　埼玉県
- さいたま文学館　埼玉県
- 市川市文学ミュージアム[注釈 1]　千葉県
- 吉村昭文学資料館　千葉県
- 池波正太郎記念文庫　東京都
- 台東区立一葉記念館　東京都
- 文京区立森鷗外記念館　東京都
- 白根記念渋谷区郷土博物館・文学館　東京都
- 世田谷文学館　東京都
- 立原道造記念会[注釈 2]　東京都
- 田端文士村記念館　東京都
- 吉村昭記念文学館　東京都
- 東京都江戸東京博物館　東京都
- 公益財団法人日本近代文学館　東京都
- 新宿区立林芙美子記念館　東京都
- 俳句文学館　東京都
- 豊島区文化デザイン課芸術文化推進グループ（豊島区郷土資料館）　東京都
- 練馬区立石神井公園ふるさと文化館　東京都
- 三鷹市山本有三記念館　東京都
- 町田市民文学館ことばらんど　東京都
- 調布市武者小路実篤記念館　東京都
- 大佛次郎記念館（公益財団法人横浜市芸術文化振興財団）　神奈川県
- 県立神奈川近代文学館　神奈川県
- 鎌倉市芸術文化振興財団　神奈川県
- 小田原文学館　神奈川県

### 中部
- 山中湖文学の森 三島由紀夫文学館・徳冨蘇峰館　山梨県
- 山梨県立文学館　山梨県
- 池波正太郎真田太平記館　長野県
- 堀辰雄文学記念館　長野県
- 臼井吉見文学館　長野県
- 軽井沢高原文庫　長野県
- 小諸市立藤村記念館　長野県
- 新潟市会津八一記念館[注釈 3]　新潟県
- ドナルド・キーン・センター柏崎[注釈 4]　新潟県
- 小川未明文学館[注釈 5]　新潟県
- 隠し文学館　花ざかりの森[注釈 6]　富山県
- 高志の国文学館　富山県
- 石川近代文学館　石川県
- 泉鏡花記念館　石川県
- 徳田秋聲記念館　石川県
- 室生犀星記念館　石川県
- 白山市立千代女の里俳句館[注釈 7]　石川県
- 福井県ふるさと文学館　福井県
- 福井市橘曙覧記念文学館　福井県
- 藤村記念館　岐阜県
- 長泉町井上靖文学館[注釈 8]　静岡県
- 浜松文芸館[注釈 9]　静岡県
- 新美南吉記念館　愛知県

### 近畿・中国
- 与謝野町立江山文庫[注釈 10]　京都府
- 茨木市立川端康成文学館　大阪府
- 司馬遼太郎記念館　大阪府
- 大阪樟蔭女子大学田辺聖子文学館[注釈 11]　大阪府
- 与謝野晶子記念館[注釈 12]　大阪府
- 芦屋市谷崎潤一郎記念館　兵庫県
- 姫路文学館　兵庫県
- 新宮市立佐藤春夫記念館　和歌山県
- 和歌山市立有吉佐和子記念館　和歌山県
- 森鴎外記念館　島根県
- 吉備路文学館[注釈 13]　岡山県
- 永瀬清子展示室　岡山県
- 勝央美術文学館[注釈 14]　岡山県
- ふくやま文学館　広島県
- 山頭火ふるさと館[注釈 15]　山口県
- 中原中也記念館　山口県

### 四国・九州
- 徳島県立文学書道館　徳島県
- 菊池寛記念館[注釈 16]　香川県
- 坂の上の雲ミュージアム　愛媛県
- 松山市立子規記念博物館　愛媛県
- 本山町立大原富枝文学館　高知県
- 上林暁文学館[注釈 17]　高知県
- 高知県立文学館　高知県
- 北九州市立文学館　福岡県
- 福岡市文学館　福岡県
- 北九州市立松本清張記念館　福岡県
- 長崎市遠藤周作文学館　長崎県
- くまもと文学・歴史館　熊本県
- 久留島武彦記念館　大分県
- 若山牧水記念文学館　宮崎県
- かごしま近代文学館　鹿児島県
- 薩摩川内市川内まごころ文学館　鹿児島県

## 出版物
- 『全国文学館ガイド』全国文学館協議会編、小学館、2005年8月、ISBN 409387574X
主要な75の文学館を紹介。巻末に550余の文学館の一覧付き。
- 『増補改訂版 全国文学館ガイド』全国文学館協議会編、小学館、2013年1月、ISBN 4093882789
主要な91の文学館を紹介。巻末に660余の文学館の一覧付き。
- 『文学館出版物内容総覧 - 図録・目録・紀要・復刻・館報』岡野裕行編、全国文学館協議会協力、日外アソシエーツ、2013年4月
106の文学館の出版物9387冊の書誌事項と内容細目を収録。